# Giornale d'Italia spettante alla scienza naturale
Giornale d'Italia spettante alla scienza naturale (abreviado Giorn. Italia Sci. Nat.) fue una revista ilustrada con descripciones botánica que se editó en Venecia en los años 1765-1775 con el nombre de Giornale d'Italia spettante alla scienza naturale, e principalmente all'agricoltura, alle arti, ed al commercio. Se publicaron 11 números. Fue reemplazada por Nuovo giornale d'Italia spettante alle scienze naturali.